# Apalone ferox
Apalone ferox és una espècie de tortuga de la família Trionychidae nadiua dels Estats Units i que es troba a Florida, Carolina del Sud, Geòrgia i Alabama.

## Descripcio
La tortuga de closca tova de Florida és una tortuga gran amb un cos aplanat i semblant a una creps, un coll llarg, un cap allargat amb un nas llarg semblant a un tub i grans peus palmejats, cadascun amb tres urpes. Tot i que la majoria de les tortugues tenen closques dures compostes d'escuts, la closca tova de Florida té una closca cartilaginosa coberta de pell corià. Des del verd oliva fins al marró fosc, té la coloració més fosca de totes les espècies de closca tova que habiten Florida (altres espècies inclouen Apalone mutica calvata i Apalone spinifera aspera). També es caracteritza per una part inferior blanca o de color crema.
Té els hàbits molt semblants a la resta de tortugues de la subfamília Trionychinae. Té una coloració bastant peculiar, per la qual cosa es distingeix de la resta d'espècies amb bastant facilitat.